# Basler Zeitung
La Basler Zeitung est un quotidien suisse publié à Bâle, écrit en allemand et issu de la fusion, en 1977, de la National-Zeitung (de tendance libérale de gauche) et des Basler Nachrichten (de tendance bourgeoise).

## Description
Le tirage de la Basler Zeitung est de 88 000 exemplaires.
Le rédacteur en chef est Ivo Bachmann et l’éditeur est Roland Steffen.

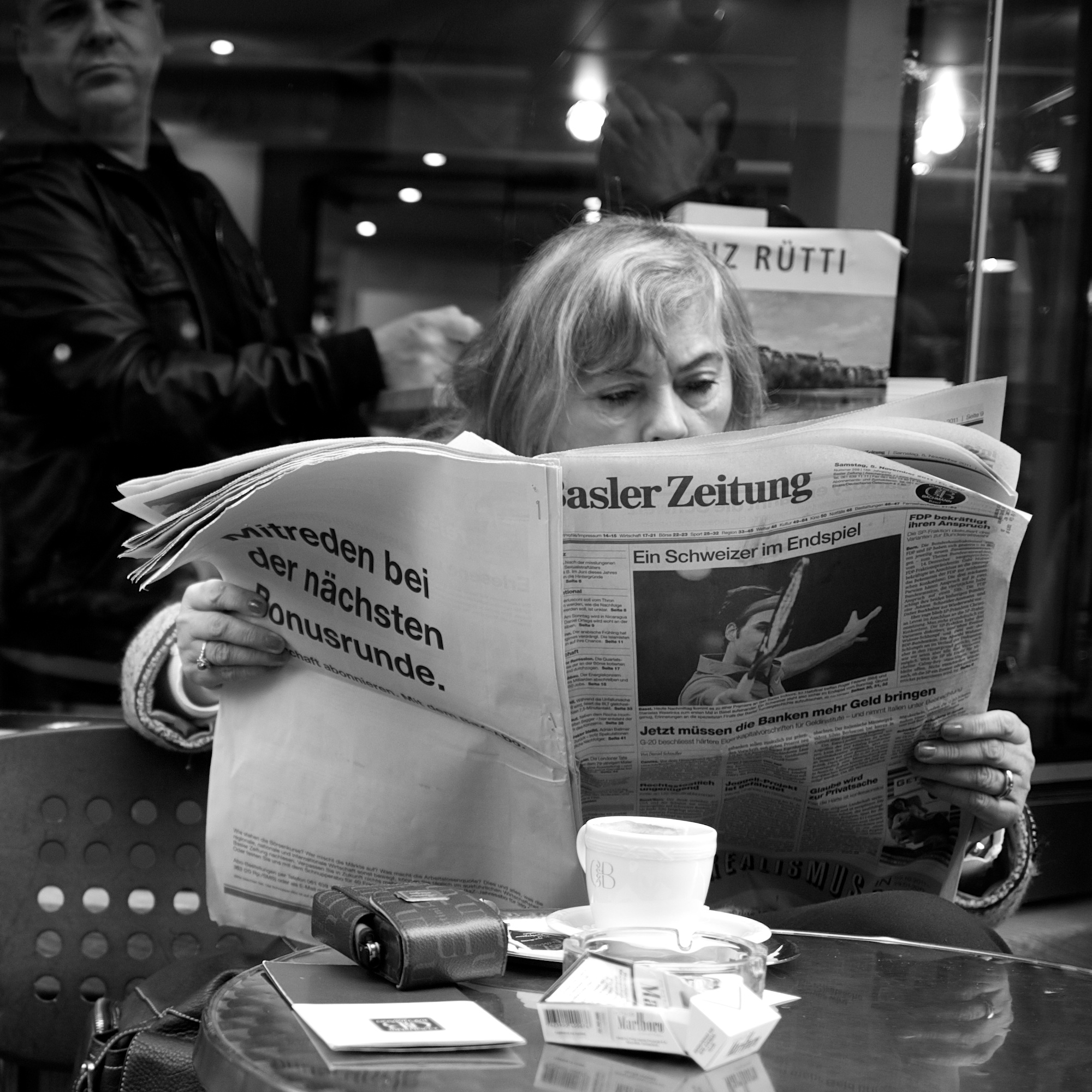
Café à Bâle (2011)

En 2010, le quotidien a été vendu par la famille Hagemann et Publigroupe au financier Tito Tettamanti (75 %) et Martin Wagner (25 %). Ce dernier sera le nouveau président du Conseil d'administration. Le groupe Basler Zeitung Medien (BZM) comprend au total 14 sociétés ainsi que deux participations importantes.
En novembre 2010, Tito Tettamanti et Martin Wagner revendent le groupe BZM à l'ancien patron de Crossair, M. Moritz Sutter.
L'homme d'affaires et politicien Christoph Blocher a racheté des actions en 2014.
En avril 2018, le groupe Zeitungshausen revend le journal au groupe de presse Tamedia.

## Voir également
- Baslerstab